# تالا آش
تالا آش (بالفارسية: طلا اش) (بالإنجليزية: Tala Ashe)‏ هي ممثلة إيرانية وأمريكية، ولدت في 24 يوليو 1984 في طهران في إيران.

## أعمال

### مسلسلات
- أساطير الغد

## وصلات خارجية
- تالا آش على موقع IMDb (الإنجليزية)
- تالا آش على موقع ميتاكريتيك (الإنجليزية)
- تالا آش على موقع روتن توميتوز (الإنجليزية)
- تالا آش على موقع ألو سيني (الفرنسية)
- تالا آش على موقع تيرنر كلاسيك موفيز (الإنجليزية)
- تالا آش على موقع قاعدة بيانات الفيلم (الإنجليزية)
- تالا آش على موقع ليتربوكسد (الإنجليزية)
- تالا آش على موقع كينوبويسك (الروسية)